# Holubiwka (Nowomoskowsk)
Holubiwka (ukrainisch Голубівка; russisch Голубовка Golubowka) ist ein Dorf in der ukrainischen Oblast Dnipropetrowsk mit etwa 3300 Einwohnern (2024).

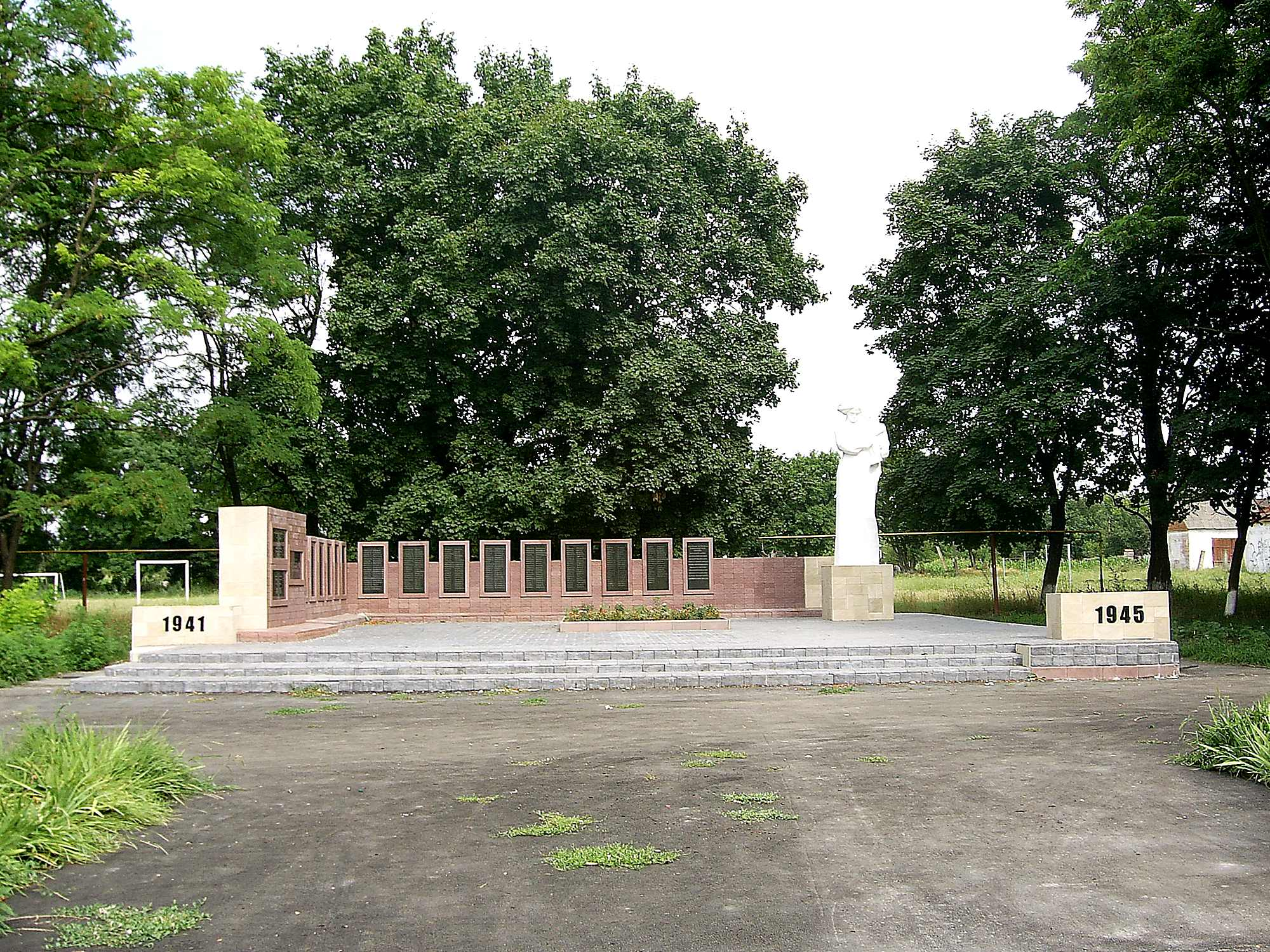
Denkmal im Ort

Holubiwka befindet sich 35 km nördlich vom Nowomoskowsk und 54 km nördlich der Oblasthauptstadt Dnipro und liegt am Ufer des Kiltschen (Кільчень), einem 116 km langen, rechten Nebenfluss der Samara. Durch das Dorf verläuft die Fernstraße M 18 und die Territorialstraße T–04–22. Östlich der Ortschaft verläuft die M 29/E 105.
Am 2. Februar 2018 wurde das Dorf ein Teil der neugegründeten Stadtgemeinde Pereschtschepyne, bis dahin bildete es zusammen mit den Dörfern Trojizke (Троїцьке) und Woskresseniwka (Воскресенівка) sowie den Ansiedlungen Kiltschen (Кільчень) und Wydwyschenez (Видвиженець) die gleichnamige Landratsgemeinde Holubiwka (Голубівська сільська рада/Holubiwska silska rada) im Norden des Rajons Nowomoskowsk.